# Türkenammer
Die Türkenammer (Emberiza cineracea) ist ein Vogel aus der Familie der Ammern (Emberizidae). Es wird innerhalb der Art zwischen zwei Unterarten unterschieden.

## Beschreibung
Das Männchen lässt sich durch den grüngelben Kopf und der gelblichen bis gelben Kehle leicht von anderen Arten unterscheiden. Der Bürzel ist grau, die Flügel sind bräunlich. Die Unterseite ist ungestreift. Bei den Weibchen ist nur die Kehle gelblich, die Unterseite ist schwach gestreift. Die Weibchen der Türkenammer kann man daher mit den Weibchen der Kappenammer verwechseln. Die Jungvögel haben eine gestreifte Unterseite.
Die Unterseite der Türkenammer ist, je nach Unterart, grau oder gelblich.
Die Türkenammer hat eine Länge von 16,5 cm.

## Verbreitung
Die westliche Türkenammer-Unterart kommt auch in Europa vor, jedoch nur als Sommergast auf wenigen Inseln in der Ägäis. Kleine Populationen brüten auf Lesbos und Chios, Skyros, Samos, Ikaria und vielleicht auch Korfu. Auf diesen Inseln existiert eine Population von 50 bis 100 Paaren. Weitere Populationen der westlichen Unterart brüten in der westlichen Türkei. Die Mehrzahl der Türkenammern brüten jedoch in der südöstlichen Türkei und im südlichen Iran. Die Türkenammer überwintert in der südlichen Türkei sowie rund um das Rote Meer. Das bevorzugte Habitat der Türkenammer sind steinige, wenig bewachsene Hänge.

## Lebensweise
Wie die meisten Ammern ernährt sich die Türkenammer überwiegend von Samen. Insekten finden beim Füttern der Jungen Verwendung.
Der Ruf dieser Ammernart ist ein kurzes „kip“. Der Gesang klingt wie ein raues „zru- zru-zru-zru“.
Das Weibchen legt 3–6 weißlich graublau bis schwarzbraune, etwa 21 mm lange, Eier.

## Sonstiges
Die Türkenammer wurde zuerst von Hugh Edwin Strickland entdeckt und von Christian Ludwig Brehm im Jahr 1855 beschrieben.